# Parastaura
Parastaura is een geslacht van vlinders van de familie tandvlinders (Notodontidae), uit de onderfamilie Notodontinae.

## Soorten
- P. divisa Gaede, 1928
- P. mediobrunnea Kiriakoff, 1962